# STARDUST GARDEN -千・年・庭・園-
『STARDUST GARDEN－千・年・庭・園－』（スターダスト・ガーデン せんねんていえん）は、河合奈保子の11作目のオリジナル・アルバム。1985年3月5日に日本コロムビアより発売された。

## 概要
本作は、河合のデビュー5周年を記念して前年6月から始まったアルバムリリース企画の最後となる第4弾。LPの帯には ″奈保子5周年―メモリアル・アルバム VOL.4″ と記載されている。前作『さよなら物語-THE LAST SCENE and AFTER』と同様に、全曲の作詞を売野雅勇、作曲を筒美京平が手掛けており、それぞれの曲名に英語のサブタイトルが付けられている。
シングル曲はカップリング曲も含め一曲も収録されていない点も前作と同じで、本作と同時発売の20枚目のシングル「ジェラス・トレイン」は収録されていない。
当初、収録曲10曲の他に「スターダスト・イン・ユア・アイズ」という楽曲も収録される予定だったが、諸般の事情によりアルバムへの収録は見送られた。この曲は同年3月21日に発売された本作のイメージビデオや、2003年2月1日発売のCD-BOX『JEWEL BOX 2 NAOKO FAVORITE COLLECTION』、2007年12月19日発売のオリジナル・アルバム・ボックス『NAOKO PREMIUM』内のDisc11『STARDUST GARDEN -千・年・庭・園-』、2020年1月29日発売の紙ジャケットCD版にボーナストラックとして収録されている。また、2022年11月23日にはタワーレコード限定で、「スターダスト・イン・ユア・アイズ」を追加収録したSACDハイブリッド盤が発売された。

## 収録曲

### LP / CT
| 全作詞: 売野雅勇、全作曲: 筒美京平。 |                                                           |          |            |          |      |
| #                                    | タイトル                                                  | 作詞     | 作曲・編曲 | 編曲     | 時間 |
| 1.                                   | 「暁のスカイパイロット WHERE HAVE ALL THE STARDUST GONE」 | 売野雅勇 | 筒美京平   | 若草恵   | 5:03 |
| 2.                                   | 「オリエンタル・アイズ SOMETIME, SOMEWHERE」              | 売野雅勇 | 筒美京平   | 鷺巣詩郎 | 4:34 |
| 3.                                   | 「海流の島 ISLAND FOR DREAM」                             | 売野雅勇 | 筒美京平   | 萩田光雄 | 4:19 |
| 4.                                   | 「八月の水鏡 MOON IN THE WATER」                          | 売野雅勇 | 筒美京平   | 新川博   | 4:31 |
| 5.                                   | 「夏のキャンドル LOST YEARS AT MARIENBAD」                | 売野雅勇 | 筒美京平   | 新川博   | 4:51 |

| 全作詞: 売野雅勇、全作曲: 筒美京平。 |                                                 |          |            |          |      |
| #                                    | タイトル                                        | 作詞     | 作曲・編曲 | 編曲     | 時間 |
| 1.                                   | 「チャイナタウン・ラプソディ MISSIN' GIRL」     | 売野雅勇 | 筒美京平   | 新川博   | 4:52 |
| 2.                                   | 「スターダスト・ガーデン STARDUST IN A BOTTLE」 | 売野雅勇 | 筒美京平   | 萩田光雄 | 4:56 |
| 3.                                   | 「南回帰線 RETURN TO FOREVER」                  | 売野雅勇 | 筒美京平   | 新川博   | 4:54 |
| 4.                                   | 「永遠のシネマハウス THOUSANDS FRAMES」         | 売野雅勇 | 筒美京平   | 鷺巣詩郎 | 4:17 |
| 5.                                   | 「千年庭園 SHADE OF WIND」                      | 売野雅勇 | 筒美京平   | 若草恵   | 4:16 |

### CD
| 全作詞: 売野雅勇、全作曲: 筒美京平。 |                                                           |          |            |          |      |
| #                                    | タイトル                                                  | 作詞     | 作曲・編曲 | 編曲     | 時間 |
| 1.                                   | 「暁のスカイパイロット WHERE HAVE ALL THE STARDUST GONE」 | 売野雅勇 | 筒美京平   | 若草恵   | 5:03 |
| 2.                                   | 「オリエンタル・アイズ SOMETIME, SOMEWHERE」              | 売野雅勇 | 筒美京平   | 鷺巣詩郎 | 4:34 |
| 3.                                   | 「海流の島 ISLAND FOR DREAM」                             | 売野雅勇 | 筒美京平   | 萩田光雄 | 4:19 |
| 4.                                   | 「八月の水鏡 MOON IN THE WATER」                          | 売野雅勇 | 筒美京平   | 新川博   | 4:31 |
| 5.                                   | 「夏のキャンドル LOST YEARS AT MARIENBAD」                | 売野雅勇 | 筒美京平   | 新川博   | 4:51 |
| 6.                                   | 「チャイナタウン・ラプソディ MISSIN' GIRL」               | 売野雅勇 | 筒美京平   | 新川博   | 4:52 |
| 7.                                   | 「スターダスト・ガーデン STARDUST IN A BOTTLE」           | 売野雅勇 | 筒美京平   | 萩田光雄 | 4:56 |
| 8.                                   | 「南回帰線 RETURN TO FOREVER」                            | 売野雅勇 | 筒美京平   | 新川博   | 4:54 |
| 9.                                   | 「永遠のシネマハウス THOUSANDS FRAMES」                   | 売野雅勇 | 筒美京平   | 鷺巣詩郎 | 4:17 |
| 10.                                  | 「千年庭園 SHADE OF WIND」                                | 売野雅勇 | 筒美京平   | 若草恵   | 4:16 |

| #         | タイトル                                                   | 作詞      | 作曲・編曲 | 編曲   | 時間 |
| --------- | ---------------------------------------------------------- | --------- | ---------- | ------ | ---- |
| 11.       | 「スターダスト・イン・ユア・アイズ STARDUST IN YOUR EYES」 |           |            | 若草恵 | 3:27 |
| 合計時間: | 合計時間:                                                  | 合計時間: | 49:43      |        |      |

## 映像作品
『STARDUST GARDEN〈千・年・庭・園〉』（スターダスト・ガーデン せんねんていえん）は河合奈保子のミュージック・ビデオ。1985年3月5日に発売された同タイトルのアルバムの映像作品。同年3月21日にVHSとBetaが発売され、4月21日にはレーザーディスクが発売された。1曲目の「スターダスト・イン・ユア・アイズ」はビデオにのみ収録され、アルバムには収録されていない。

### 収録曲
1. スターダスト・イン・ユア・アイズ　STARDUST IN YOUR EYES
2. 暁のスカイパイロット　WHERE HAVE ALL THE STARDUST GONE
3. オリエンタル・アイズ　SOMETIME, SOMEWHERE
4. 海流の島　ISLAND FOR DREAM
5. 八月の水鏡　MOON IN THE WATER
6. 夏のキャンドル　LOST YEARS AT MARIENBAD
7. チャイナタウン・ラプソディ　MISSIN' GIRL
8. スターダスト・ガーデン　STARDUST IN A BOTTLE
9. 永遠のシネマハウス　THOUSANDS FRAMES
10. 南回帰線　RETURN TO FOREVER
11. 千年庭園　SHADE OF WIND